# Sassauna
Sassauna to szczyt pasma Rätikon w Alpach Retyckich. Leży we wschodniej Szwajcarii, w kantonie Gryzonia. Ze szczytu widoczne są między innymi: Schesaplana, Zimbaspitze i Vilan. Najbliżej położona miejscowość to Schiers.